# بوصير دمشقي
البوصير الدمشقي (باللاتينية: Verbascum damascenum) نوع نباتي يتبع جنس البوصير من الفصيلة الغدبية.

## الموئل والانتشار
موطنه بلاد الشام.